# Leptostylopsis duvali
Leptostylopsis duvali es una especie de escarabajo longicornio del género Leptostylopsis, tribu Acanthocinini, familia Cerambycidae. Fue descrita científicamente por Fisher en 1926.

## Distribución
Se distribuye por Cuba.

## Descripción
La especie mide 11 milímetros de longitud.